# Chiesa di Santa Elisabetta d'Ungheria (Parigi)
La chiesa di santa Elisabetta d'Ungheria (in francese: église Sainte-Élisabeth-de-Hongrie) è un luogo di culto cattolico del centro di Parigi, situato di rue du Temple, nel III arrondissement. 
È sede dell'omonima parrocchia dell'arcidiocesi di Parigi e chiesa conventuale del Sovrano militare ordine di Malta.
La chiesa si trova nei pressi della stazione della linea 3 della metropolitana di Parigi Temple.

## Storia
La costruzione della chiesa iniziò nel 1628 sotto la guida del mastro Louis Noblet; la regina Maria de' Medici pose la prima pietra. I lavori si interruppero nel 1643 e ripresero soltanto nel 1643, diretti da Michel Villedo che li portò a termine tre anni dopo. 
La chiesa venne dedicata il 14 luglio 1646 da Jean-François Paul de Gondi, arcivescovo coadiutore a Parigi e futuro cardinale, alla presenza della regina Anna d'Asburgo.
Originariamente la chiesa era quella di un monastero del suore terziarie francescane di stretta osservanza e venne chiusa durante la rivoluzione francese. Il confessore delle suore di santa Elisabetta, Séverin Girault, arrestato, fu il primo martire dei Carmes e venne dichiarato beato nel 1926.
La chiesa venne riaperta al culto nel 1809.
Nel 1937 l'edificio è stato dichiarato monumento storico di Francia.
Dal 10 al 18 novembre 2007 vi è stato festeggiato l'ottavo centenario della nascita di santa Elisabetta d'Ungheria, con una solenne celebrazione eucaristica presieduta dal cardinale Jean-Louis Tauran, la venerazione del mantello di san Francesco di Assisi, una processione verso la cattedrale di Notre-Dame, con la reliquia del cuore di santa Elisabetta. Una conferenza storica è stata tenuta nella sede municipale del III arrondissement.

## Descrizione

### Arte e architettura

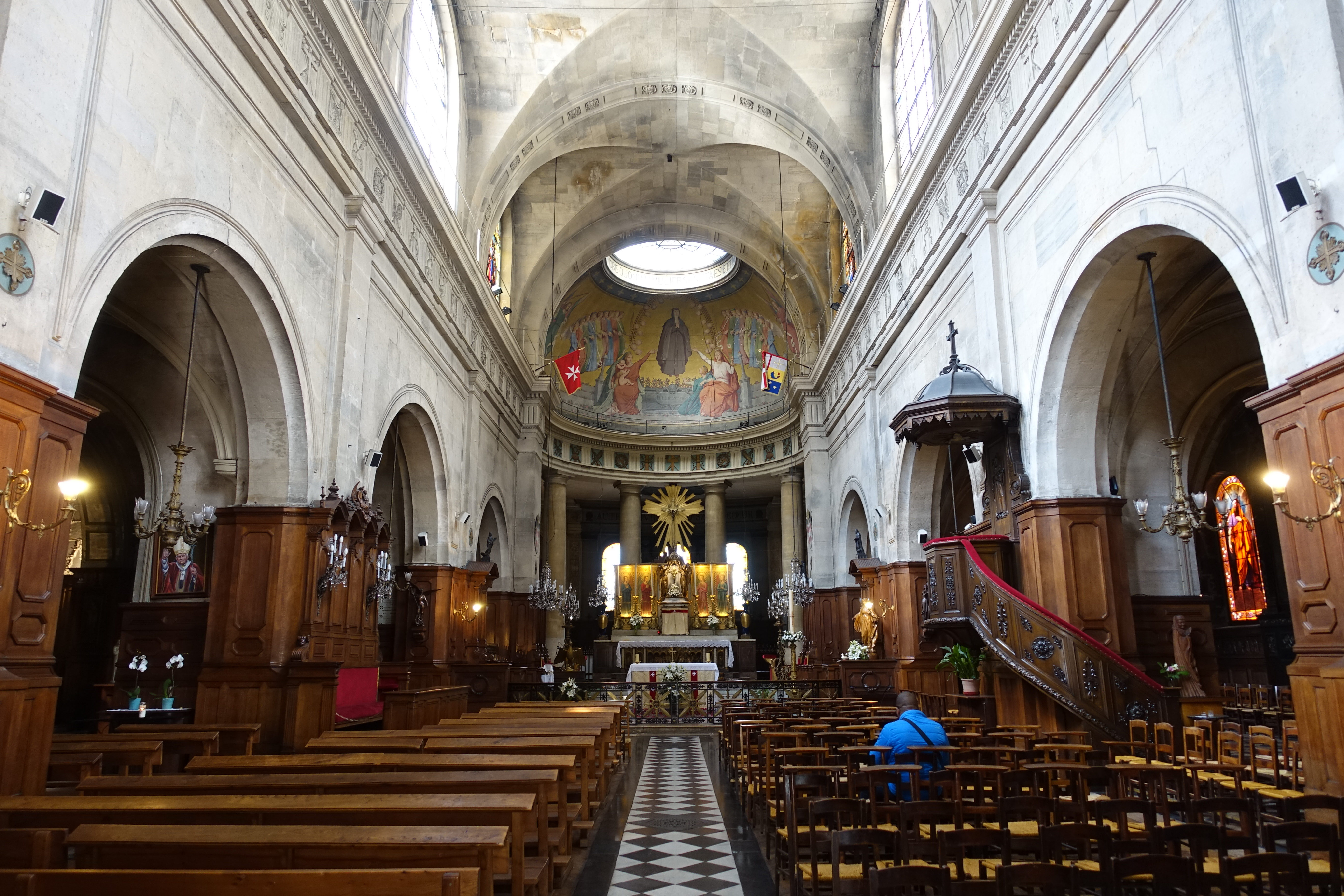
Interno

La chiesa, orientata con l'abside ad ovest, presenta una facciata a salienti che si articola su due livelli intervallati orizzontalmente da un cornicione aggettante; essi sono scanditi verticalmente da lesene scanalate che si alternano a nicchie con sculture. L'ordine superiore è tuscanico, e presenta due statue di ionico, con statue di Anatole Célestin Calmels, che le scolpì nel 1857, raffiguranti rispettivamente San Luigi IX (a sinistra) e Sant'Eugenia; quelle del livello superiore, che invece è ionico, rappresentano Santa Elisabetta (a sinistra) e San Francesco (a destra), e vennero realizzate nel 1863 da Joseph Félon. Il coronamento è costituito da un timpano timpano decorato con festoni sporgenti, che circondano un cartiglio contenente le lettere SE e contiene il bassorilievo di una Pietà di Joseph Michel-Ange Pollet (1860).
L'interno è a tre navate. Quella centrale è coperta da una volta a crociera ed è divisa dalle due navate laterali da archi a tutto sesto. Questi ultimi poggiano su grossi pilastri, che sono rafforzati da paraste doriche. Sotto la zona delle finestre corre un fregio con rappresentazione degli strumenti della Passione di Cristo. Quattro massicce colonne con semplici capitelli dorici delimitano il coro dal suo deambulatorio. Nel catino absidale, Jean Alaux dipinse scene della venerazione di santa Elisabetta e della sua ascesa in Paradiso.
La chiesa è ricca di dipinti ed affreschi della metà del XIX secolo, una serie di sculture in legno a medio rilievo dell'inizio del XVII secolo, provenienti dall'Abbazia di San Vedasto (Abbaye Saint-Vaast) ad Arras; le vetrate policrome risalgono agli anni 1820. Si può anche ammirare un'opera di Adolphe Roger, Lasciate che i piccoli vengano a me.

### Organi a canne

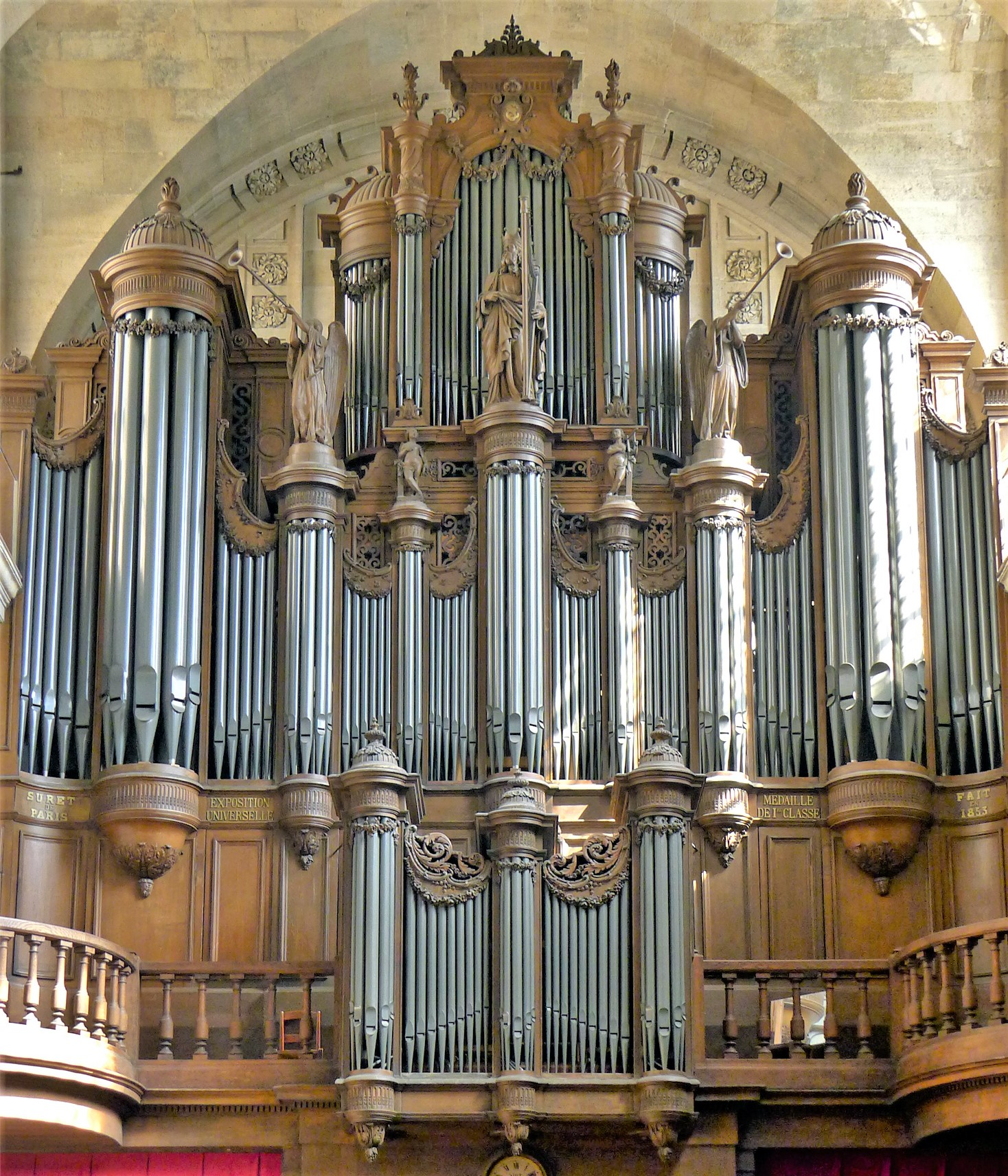
L'organo maggiore

Nella chiesa si trovano due organi a canne.
Lo strumento maggiore è situato sulla cantoria in controfacciata e costituisce la più grande realizzazione di Louis Marie e Paul Louis Suret, i quali lo costruirono nel 1853 e per esso vennero premiati all'esposizione universale del 1855; modificato dalla ditta Gutschenritter nel 1955-1959, è stato ripristinato nelle caratteristiche originarie dalla ditta Giroud tra il 1994-1999; è classificato come monumento storico di Francia. Il materiale fonico è interamente racchiuso all'interno della cassa lignea, riccamente ornata con rilievi e sculture di Angeli e Putti musicanti, e Re David che suona l'arpa, che si articola in più campi su due livelli. L'organo è a trasmissione integralmente meccanica e dispone di 39 registri; la sua consolle è a finestra ed ha tre tastiere e pedaliera, con i registri azionati da pomelli disposti su più colonne ai lati dei manuali.
Al centro dell'abside, celato dalla pala dell'altare maggiore, vi è un secondo strumento di piccole dimensioni, costruito da Merklin intorno al 1890 e restaurato da Gutschenritter nel 1959; racchiuso entro una cassa neogotica, ha 7 registri su unico manuale e pedale, ed è a trasmissione meccanica.